# Bobby McFerrin
Robert Keith McFerrin Jr. (ur. 11 marca 1950 w Nowym Jorku) – amerykański wokalista jazzowy. Wykonuje utwory a cappella i z akompaniamentem, solo, jak i z zespołem. Zajmuje się również beatboxem. Współpracował między innymi z pianistą Chickiem Corea, grupą Weather Report i wiolonczelistą Yo-Yo Ma.
Najbardziej znanym utworem McFerrina jest piosenka „Don't Worry, Be Happy” z płyty Simple Pleasures, która pojawiła się w filmie Koktajl z Tomem Cruise’em i znajdowała się na pierwszym miejscu listy przebojów (muzyki popularnej) w USA.
W swojej pracy artystycznej wykorzystuje motywy ludowe, zwłaszcza w zakresie kompozycji i sposobów emisji głosu. Charakterystycznym elementem aranżacji u Bobby’ego McFerrina jest wydobywanie dźwięków o charakterze perkusyjnym poprzez uderzenia w swoje ciało.
Jest synem zmarłego w 2006, znanego śpiewaka operowego Roberta McFerrina Sr.
Laureat NEA Jazz Masters (2020 r.).

## Występy w Polsce
Wystąpił w Polsce 21 lipca 2002 r. na improwizowanym koncercie zamykającym XI edycję festiwalu Warsaw Summer Jazz Days. Na własne życzenie występował z towarzyszeniem nieznanych mu wcześniej, a zaproszonych przez organizatorów, polskich artystów: Grupy MoCarta, Orkiestry z Chmielnej, Motion Trio oraz Adama Pierończyka. W trakcie koncertu zaprosił na scenę 16 osób (ostatecznie weszło ich więcej), z których powstał 4-głosowy chór. Na zakończenie do jego akompaniamentu publiczność odśpiewała pieśń Ave Maria Bacha-Gounoda. McFerrin odtwarzał wokalnie partię organów.
29 kwietnia 2010 wystąpił w Zabrzu, gdzie na scenie pojawił się również Marcin Wyrostek. 30 kwietnia 2010 roku wystąpił na festiwalu Gaude Mater w Częstochowie, zaś 13 maja na Dziedzińcu Akademii Rycerskiej w Legnicy, inaugurując cykliczny festiwal Legnica Cantat. 4 lipca 2012 r. zagrał w Sali Kongresowej z towarzyszeniem wokalnego Trio WeBe-3, a planowany na następny dzień koncert w Hali Orbita we Wrocławiu został odwołany. W 2013 roku wystąpił w roli gospodarza koncertu McFerrin+ (w ramach festiwalu Solidarity of Arts) w Gdańsku. 16 czerwca 2015 r. koncertował w Bielsku-Białej na koncercie: „Doskonałość porozumienia” - Chick Corea & Bobby McFerrin. 22 listopada 2019 wystąpił w Arenie Ursynów w Warszawie z zespołem: Gil Goldstein, Jeff Carney, Louis Cato.

## Dyskografia
- Bobby McFerrin (1982)
- The Voice (1984)
- Spontaneous Inventions (1985)
- Elephant’s Child (1987)
- Don’t Worry, Be Happy (1988)
- Simple Pleasures (1988)
- Play (1990)
- How the Rhino Got His Skin/How the Camel Got His Hump (1990)
- Medicine Music (1990)
- Many Faces of Bird (1991)
- Hush (1991)
- Sorrow Is Not Forever (1994)
- Paper Music (1995)
- Bang! Zoom (1995)
- The Mozart Sessions (1996)
- Circlesongs (1997)
- Don’t Worry, Be Happy! (1997)
- Mouth Music (2001)
- Beyond Words (2002)
- Vocabularies (2010)
- SpiritYouAll (2013)